# آروو پرت
آروو پَرت (به استونیایی: Arvo Pärt) (زادهٔ ۱۱ سپتامبر ۱۹۳۵ در پایده، استونی) آهنگسازی استونیایی است. وی یکی از مهم‌ترین و موفق‌ترین آهنگسازان کنونی جهان است.
وی در سبک کمینه‌گرایی و با تکنیک تینتینابولی که ابداع خود اوست و با الهام از سرودهای گریگوریان آهنگسازی می‌کند. در سال ۲۰۱۳ و برای سومین بار پیاپی او به عنوان آهنگساز معاصری که آثارش بیشترین اجرا را در سطح جهان داراست، معرفی شد.

## زندگی

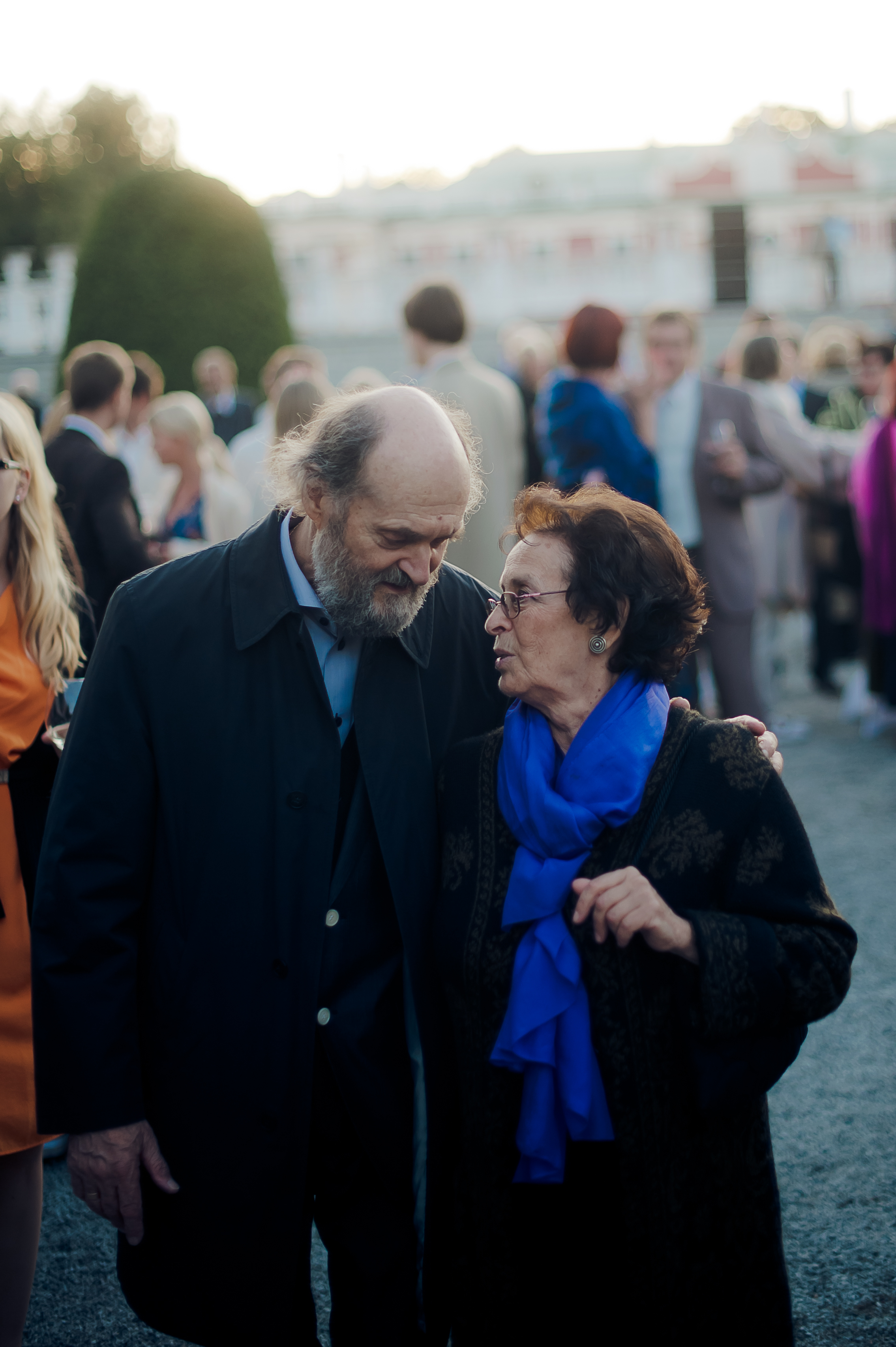
آروو پرت به همراه همسرش نورا سال ۲۰۱۲

### اوان زندگی
آروو پرت در ۱۱ سپتامبر ۱۹۳۵ برابر با ۱۹ شهریور ۱۳۱۴ در شهر پایده در شهرستان یروا واقع در ۸۰ کیلومتری جنوب تالین (پایتخت استونی) زاده شد. ۳ ساله بود که پدر و مادرش از هم جدا شدند پرت و در کنار مادر و پدرخوانده‌اش در شهر راکوره در شمال استونی بزرگ شد.
در آن شهر در کلاس‌های فوق برنامه موسیقی شرکت کرد و نواختن پیانو و تئوری موسیقی را یاد گرفت. به تدریج به عنوان همنواز در کنسرت‌هایی شرکت کرد. او در ارکستر مدرسه ابوا نیز می‌نواخت و در یک گروه رقص نوازنده پرکاشن هم بود. اولین تجربه‌های آهنگسازی را در ۱۴–۱۵ سالگی انجام داد. ۱۷ ساله بود که نخستین اجرای عمومی یکی از ساخته‌هایش در مسابقه آهنگسازان جوان برگزار شد، مسابقه‌ای که در آن برنده نشد و تنها از او تقدیر به عمل آمد. اثر اجرا شده به شدت تحت تأثیر ساخته‌های سرگئی راخمانینف بود و نشانه‌ای از موسیقی استونی در آن به چشم نمی‌خورد.
پرت تحصیلات موسیقی خود را در سال (۱۹۵۴) در مدرسه موسیقی شهر تالین آغاز کرد. او در آنجا آهنگسازی، تئوری موسیقی، پیانو، ادبیات، تحلیل موسیقی و موسیقی محلی را فراگرفت، ولی چند ماهی نگذشته بود که به اجبار به سربازی رفت و در گروه موسیقی آنجا نوازنده ابوا و طبل شد. خود پرت این دو سال را دوره‌ای رنجبار می‌خواند. پس از اتمام سربازی مجدداً به مدرسه موسیقی بازگشت و ادامه تحصیل را زیر نظر «ولیو تورمیس» از سر گرفت. در پایان سال تحصیلی و به علت پیشرفت چشمگیر به آکادمی موسیقی و تئاتر استونی معرفی و در آنجا شاگرد «هی‌نو اِلِر» شد. الر که نوازنده ویولن و آهنگساز زبردستی بود از کنسرواتوار سنت پترزبورگ فارغ‌التحصیل شده بود. پرت همیشه از الر نه به عنوان یک معلم که در نقش یک پدر، با احترام و محبت یاد می‌کند. پرت به وضوح مستعد بود و به نظر می‌رسید آهنگسازی برای او امری بسیار آسان است. او توانست در سال (۱۹۶۳) فارغ‌التحصیل شود. در فهرست رسمی کارهای او آثاری از آن دوران به چشم می‌خورد. مانند: دو سونات (۱۹۵۸ و ۱۹۵۹)، پارتیتا (۱۹۵۸) و سمفونی شماره ۱ (۱۹۶۳)

### دوره اول کاری(۱۹۵۸–۱۹۶۸)
در سال (۱۹۵۷) با رادیو استونی شروع به همکاری کرد و تا سال (۱۹۶۷) به عنوان مهندس صدا در آنجا مشغول به کار بود. طی آن سالها نخستین تجربه‌های آهنگسازی مدرن را انجام داد. موسیقی استونی در دهه ۱۹۶۰ توسط نسلی از آهنگسازان خلاق همانند «ولیو تورمیس»، «اِینو تامبرگ»، «جان راتس» و «کلدر سینک» با رویکردی مدرن شکل گرفت. تقریباً همین زمان بود که انواع مختلف سبک‌های موسیقی نظیر کلاسیک نو، دوازده نغمه‌ای، سریالیسم، کولاژ در موسیقی استونی مطرح شدند. آثاری که پرت در آن سال‌ها ساخت، اثبات مدعای پیشگامی او در این سبک‌ها است.
کار در رادیو، تأثیر شگرفی در نگاه او به آهنگسازی داشت. پرت در مصاحبه‌ای که در سال (۱۹۹۸) تکنیبا روزنامه پُستایمیز چاپ استونی انجام داد به این نکته اشاره کرد که کار با دستگاه‌های گران‌قیمت و پیچیده ضبط صدا در رادیو مرا به سمت مخالف سوق داد. گوهر موسیقی تعامل بین دو، سه یا چهار نت است. اولین قدم از تغییرات بین این نت‌ها آغاز می‌شود. برای رسیدن به این منظور شما نیازی به تکنیک‌های صوتی خاص یا یک پیانوی استاین‌وی ندارید. این از صدای انسان و ابتدایی‌ترین ابزار آغاز می‌شود. من مخالف پیشرفت تکنیک‌های صوتی نیستم ولی نیازی هم به خیلی مهم جلوه دادن آنها نیست.

### مهاجرت
در ژانویه ۱۹۸۰، آروو پرت به همراه همسرش نورا و دو پسر خردسالش استونی را ترک کرد. ابتدا به اتریش رفت و پس از اقامتی کوتاه راهی برلین شد.

## سبک هنری
او در آغاز کارش متأثر از آثار شوستاکوویچ، سرگئی پروکفیف، بارتوک، و آرنولد شونبرگ بود، اما در پایان دهه ۱۹۶۰ دچار بحران خلاقیت شد، و دوست نزدیکش سوفیا گوبایدولینا ، که خود آهنگساز بزرگی‌ست، نقل کرده‌است که پرت به دنبال پاسخی برای این پرسش می‌گشت که «وظیفه و نقش موسیقی مدرن چیست؟»

او سبکی سه‌ضربی و کمینه‌گرا را ابداع کرد که خود آن را تین‌تینابولی (به استونیایی: Tintinnabuli) می‌نامد. در این سبک، موسیقی از صدا، پژواک صدا، و سکوت میان پژواک‌ها ساخته می‌شود. بسیاری از آثار او از پژواک‌هایی ساخته می‌شوند که در سکوت محو می‌شوند. مشخصه موسیقی او را «پاکیزگی، سکوت، و زیبایی» می‌دانند. او هیچ نت و هیچ صدایی را به دست تصادف نمی‌سپارد و همه چیز به‌دقت اندیشیده و حساب‌شده است. خودش گفته‌است که تک‌تک نت‌های او را باید چنان نواخت که مانند شکوفه‌ای زیبا جلوه‌گر شوند؛ و نیز گفته‌است که سکوت میان صداها مهم‌تر از خود صداهاست زیرا که، سکوت است که به صداها معنی می‌دهد.

یکی از معروف‌ترین آثار آروو پرت «آینه در آینه»  نام دارد که آن را در فیلم‌های سینمایی و تلویزیونی بی‌شماری به‌کار برده‌اند.

## آثار

### آواز و هم‌سرایی (کرال)
- باغ ما برای ارکستر و گروه کر کودکان (۱۹۵۹/۲۰۰۳)
- سولفژیو (۱۹۶۴/۱۹۹۶)
- کِرِدو برای ارکستر، گروه کر و پیانو (۱۹۶۸)
- کنار رودخانه بابل نشستیم و گریستیم برای صدا، گروه کر و ارگ (۱۹۷۶/۱۹۸۴)
- میسا سیلابیکا برای گروه کر و ارگ (۱۹۷۷)
- سوماً برای گروه کر ۱۹۷۷[۱۵]
- سارا نود ساله بود برای صدا، طبل و ارگ (۱۹۷۷/۱۹۹۰)
- مصائب (مصائب مسیح بر اساس گفته‌های جان) برای گروه صدا، کر و گروه سازی (۱۹۸۲)

### آثار ارکسترال
- نکرولوگ اوپوس ۵ (۱۹۶۰)
- سمفونی شماره ۱ (۱۹۶۳)
- حرکت دائمی (۱۹۶۳)
- سمفونی شماره ۲ (۱۹۶۶)
- سمفونی شماره ۳ (۱۹۷۱)
- اگر باخ پرورش‌دهنده زنبورعسل بود (۱۹۷۶)

### آثار سازی
- موسیقی برای تئاتر کودکان، ۴ رقص (۱۹۵۶/۱۹۵۷)
- دو سونات
- برای آلینا[۱۶]

## سالشمار آثار

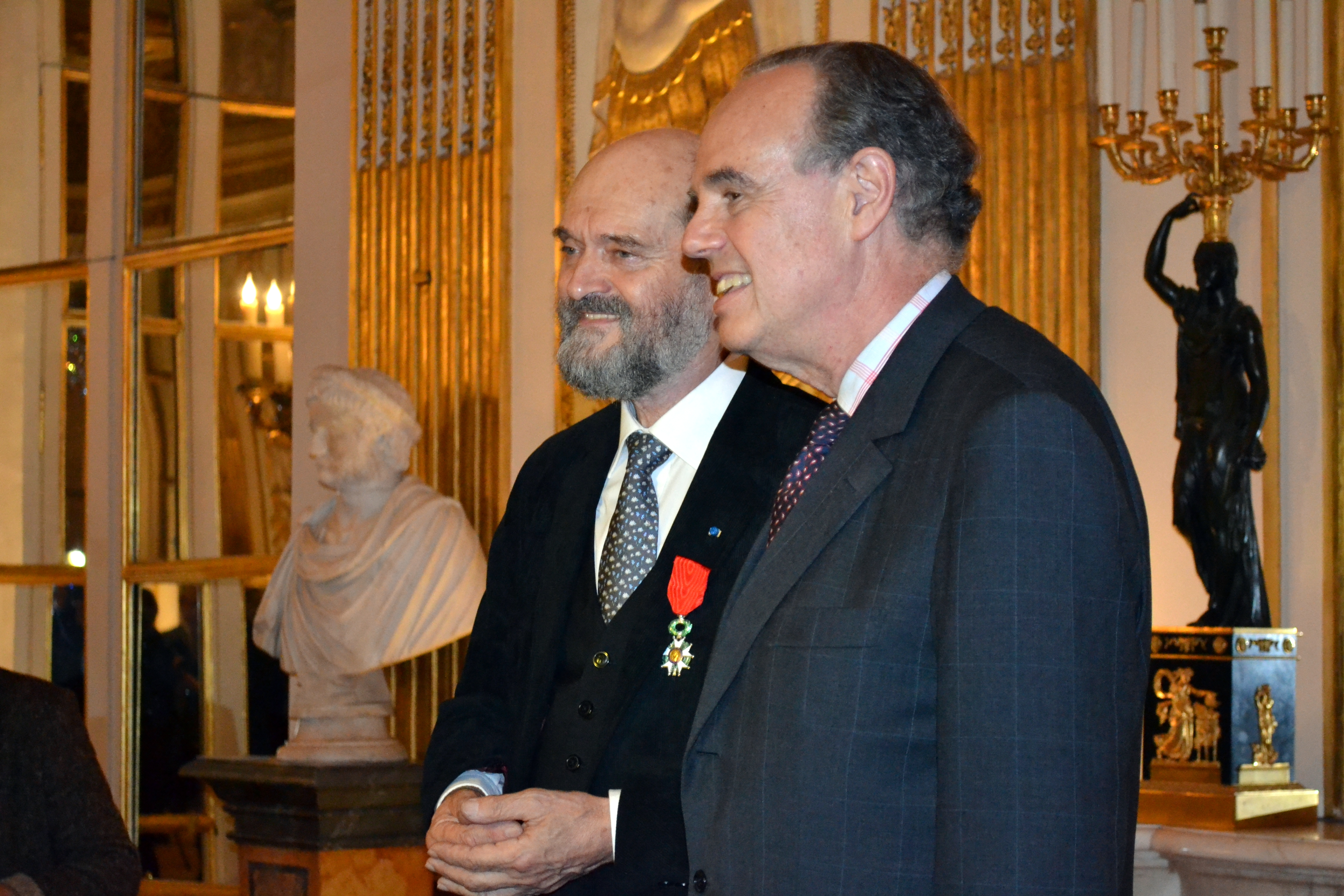
آروو پرت هنگام دریافت نشان لژیون دونور به همراه وزیر فرهنگ فرانسه نوامبر ۲۰۱۱

- ۱۹۶۰: ساخت اولین کار سمفونیک بانام نکرولوگ.
- ۱۹۶۴: ساخت سومین قطعه کُرال بانام سولفژیو.
- ۱۹۷۱: ساخت سمفونی شماره .۳
- ۱۹۷۶: ساخت قطعات برای آلینا، Au denwassernzu babel و Parilutirvallo.
- ۱۹۷۷: ساخت دو قطعه تابولا راساً و Fratres.
- ۱۹۷۷: ساخت قطعه آربوس.
- ۱۹۸۰: قطعه De profundis.
- ۱۹۸۱: ترک استونی و رفتن به اتریش و بعد به برلین غربی در آلمان.
- ۱۹۸۲: تصنیف نخستین قطعه متأثر از آوازهای قرون وسطایی با نام St. john passion
- ۱۹۸۴: تصنیف قطعه Essang vor lagen juhren.
- ۱۹۸۶: پایان نوشتن قطعه Te deum.
- ۱۹۸۷: گردآوری چند قطعه ساخته شده بین سال‌های ۸۷–۱۹۷۷، توسط شرکت ای‌سی‌ام، یکسال پس از مرگ فیلمساز مشهور روسی، آندری تارکوفسکی و تقدیم این مجموعه به او.
- ۱۹۸۸: ساخت اثر Messe berliner و Litany.
- ۱۹۹۶: قطعه دیگری بنام Tisagion.
- ۱۹۹۸: نوشتن قطعه Kanon pakajanen و برنده جایزه نخست آکادمی موسیقی.
- ۲۰۰۲: ساخت اثر Orient occident.

## جوایز و افتخارات

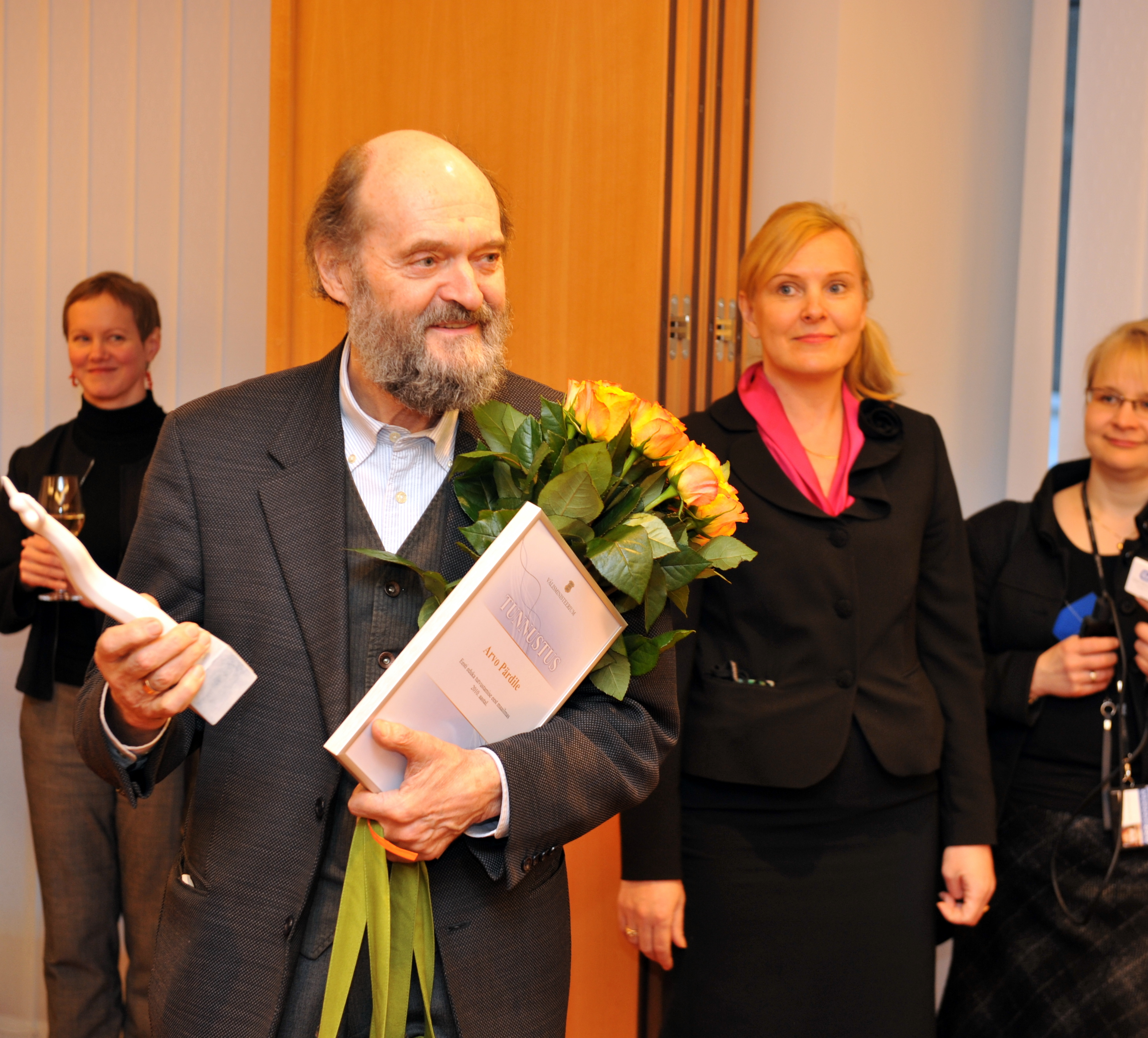
آروو پرت سال ۲۰۱۱

### نامزد جایزه گرمی
- ۱۹۸۹ مصائب - بهترین آهنگسازی معاصر (ئی‌سی‌ام)[۱۷]
- ۱۹۹۱ رحمتم عطا کن! - بهترین آهنگسازی معاصر (ئی‌سی‌ام)[۱۷]
- ۱۹۹۴ تودئوم -بهترین اجرای کرال (ئی سی ام)
- ۲۰۱۰ سمفونی شماره ۴ - بهترین آهنگسازی معاصر

### دکتری افتخاری
- ۱۹۹۶ دکترای افتخاری در موسیقی، دانشگاه سیدنی[۱۸]
- ۲۰۱۱ شوالیه نشان لژیون دونور[۱۹]

## موسیقی برای فیلم
آروو پرت در در دهه‌های ۱۹۶۰ و ۱۹۷۰ برای چندین فیلم موسیقی متن ساخت.